# Six Finger Satellite
Six Finger Satellite est un groupe de post-hardcore américain, originaire de Providence, dans le Rhode Island. Le style musical du groupe repose en grande partie sur le jeu de synthétiseur, ce qui en fait un pionnier du mélange de rock indépendant et de sonorités électroniques.

## Biographie
Le groupe est formé en 1988 autour de J. Ryan (chant, claviers), John MacLean (guitare), Peter Phillips (guitare), Chris Dixon (basse), et Rick Pelletier (batterie). Ils envoient une démo à Sub Pop Records, qui les signe par la suite. La démo est un EP quatre titres intitulé Weapon en 1992.
Le premier album studio de Six Finger Satellite, The Pigeon Is the Most Popular Bird, roupe Shellac a nommé son single The Bird is the Most Popular Finger (1994) en clin d'œil. En 1994, 6FS publie l'EP Machine Cuisine. Leur single 7", supposément enregistré « en direct du A.C.I. », ne l'est pas à la prison Rhode Island Adult Correctional Institute.
Entretemps, Phillips quitte le groupe et Niemand meurt d'une overdose. James Apt (basse) se joint au groupe pour l'album Severe Exposure. C'est à cette époque que le groupe reçoit des avances financières de leur label Sub Pop pour acheter les équipements nécessaires et bâtir leur propre studio d'enregistrement appelé The Parlour. Dans les trois ans qui suivent, leur studio est rénové. Le groupe devient adepte de l'enregistrement et Ryan, Pelletier et MacLean s'y impliquent pleinement aux côtés des groupes locaux comme Les Savy Fav, Astoveboat, Landed, Men's Recovery Project, flicker, et The Olneyville Soundsystem.

## Discographie

### Albums studio
- 1993 : The Pigeon Is the Most Popular Bird
- 1994 : Machine Cuisine
- 1995 : Severe Exposure
- 1996 : Paranormalized
- 1998 : Law of Ruins

### EP
- 1992 : Weapon
- 1993 : Declaration of Techno-Colonial Independence (split avec Green Magnet School) CD/ 2x7
- 1994 : Machine Cuisine (10")
- 1994 : Machine Cuisine Companion (cassette auto-produite)
- 1996 : Massive Cocaine Seizure (7")
- 1996 : Clone Theory (12")
- 1996 : Man Behind The Glasses (7")

### Singles
- Rabies (Baby's Got the) / Mistaken Street / Swing Alone (White label 12")
- Massive Cocaine Seizure / Human Operator (7")
- Man Behind The Glasses / War Crimes / Dark Companion  (7")